# Кувейт на літніх Олімпійських іграх 1996
Кувейт брав участь у Літніх Олімпійських іграх 1996 року в Атланті (США) увосьме за свою історію, але не завоював жодної медалі. Країну представляли 25 спортсменів у 9 видах спорту.